# Ceremony (Spooky Tooth)
Ceremony è il  terzo album degli Spooky Tooth, pubblicato dalla Island Records nel 1969. 
E' un concept album interamente dedicato alla figura di Beatrice Portinari, celebre per essere stata la musa di Dante Alighieri.

## Tracce
1. Have Mercy – 7:51
2. Jubilation – 8:25
3. I've Got Enough Heartaches – 6:53
4. Prayer – 10:50
5. Offering – 3:26
6. Hosanna – 6:33